# Pollenia
Pollenia is een geslacht van insecten uit de familie van de bromvliegen (Calliphoridae). In het Engels worden de vliegen 'clusterflies' genoemd, omdat ze soms in grote groepen voorkomen. Ze bezoeken regelmatig bloemen, waardoor ze meehelpen in de bestuiving.

## Soorten
- P. amentaria (Scopoli, 1763)
- P. angustigena Wainwright, 1940
- P. atramentaria (Meigen, 1826)
- P. bezziana Rognes, 1992
- P. bicolor Robineau-Desvoidy, 1830
- P. bulgarica Jacentkovsky, 1939
- P. contempta Robineau-Desvoidy, 1863
- P. dasypoda Portschinsky, 1881
- P. fulvipalpis Macquart, 1835
- P. griseotomentosa (Jacentkovsky, 1944)
- P. haeretica Séguy, 1928
- P. hungarica Rognes, 1987
- P. labialis Robineau-Desvoidy, 1863
- P. leclercqiana (Lehrer, 1978)
- P. luteovillosa Rognes, 1987
- P. mayeri Jacentkovsky, 1941
- P. mediterranea Grunin, 1966
- P. moravica (Jacentkovsky, 1941)
- P. paupera Rondani, 1862
- P. pectinata Grunin, 1966
- P. pediculata Macquart, 1834
- P. ponti Rognes, 1991
- P. pseudintermedia Rognes, 1987
- P. rudis (Fabricius, 1794)
- P. ruficrura Rondani, 1862
- P. similis (Jacentkovsky, 1941)
- P. tenuiforceps Séguy, 1928
- P. vagabunda (Meigen, 1826)
- P. venturii Zumpt, 1956
- P. vera Jacentkovsky, 1936
- P. verneri Rognes, 1992
- P. viatica Robineau-Desvoidy, 1830

## Nederland
In Nederland komen de volgende zeven soorten voor:
- Pollenia amentaria
- Pollenia angustigena
- Pollenia griseotomentosa
- Pollenia labialis
- Pollenia pediculata
- Pollenia rudis (klustervlieg)
- Pollenia vagabunda